# バニュマス語
バニュマス語はジャワ島で話されている言語で、現在は通常ジャワ語の方言に分類される。バニュマス語はジャワ島の主に三つの地域で話されている。中部ジャワ州の西端に位置するバニュマス県およびスラメット山とセラユ川を囲む地域、隣接する西ジャワ州、バンテン州北部である。マジェナン、チラチャップ、ゴンボン、ケブメン、バンジャルネガラ、プルバリンガ、プルウォケルト、ブミアユ、スラウィ、ペマラン、テガル、ブレベスの各地域を含む。
バニュマス語はオーストロネシア語族のマレー・ポリネシア語派、西マレー・ポリネシア諸語のスンダ・スラウェシ諸語に属する。マレー語、スンダ語、マドゥラ語、バリ語と密接な関係にあり、スマトラ島やボルネオ島の言語、さらにマダガスカル語とも係わりがある。

## 歴史
研究者はジャワ語の発展を4段階に分けている。
- 9世紀から13世紀 - 古ジャワ語
- 13世紀から16世紀 - 中期ジャワ語に発展
- 16世紀から20世紀 - 新ジャワ語に発展
- 20世紀から現在 - 現代ジャワ語

この各段階はジャワ島に現れた王朝の影響を受けている。文化史上、ジャワでは国家が言語に階層を設けており、各階層が話者の社会的な地位（貴族と平民）に対応している。この言語の階層はバニュマス語話者には特に影響を与えていない。バニュマス地方では、高い階層の言語は通常ジョグジャカルタやスラカルタなどジャワ島東部から客人が来た場合やその他の状況で使われたに過ぎない。スラカルタやジョグジャカルタの言葉は普通標準ジャワ語と理解される。
バニュマス語は標準ジャワ語と比べると主に音韻、発音、語彙の面で多くの相異点がある。これは文化や文字の違い、古ジャワ語の語彙がふんだんに用いられることから生じている。もう一つの違いは母音の発音がそれほど複雑でないことである。
語彙の違いは基本的に以下のような点に見られる。
- 語と音が同じで意味が違う
- 語と意味が同じで音が違う
- 音と意味が同じで発音が違う（子音または母音が変化している）

| バニュマス語 | 標準ジャワ語 | 意味         |
| ageh         | ayo          | 来る         |
| ambring      | sepi         | 静か         |
| batir        | kanca        | 友人         |
| bangkong     | kodok        | 蛙           |
| bengel       | mumet        | くらくらする |
| bodhol       | rusak        | 壊れている   |
| brug         | kreteg       | 橋           |
| bringsang    | sumuk        | 熱さ         |
| gering       | kuru         | 薄い         |
| clebek       | kopi         | コーヒー     |
| dholog       | alon         | 遅い         |
| druni        | medhit       | けちな       |
| dhonge       | kudune       | 〜であるべき |
| egin         | isih         | まだ         |
| gableg       | duwe         | 持つ         |
| getug        | tekan        | 着く         |
| gigal        | tiba         | 落ちる       |
| gili         | dalan        | 道           |
| gujih        | rewel        | 騒がしい     |
| jagong       | lungguh      | 座る         |
| kiye         | iki          | この         |
| kuwe         | iku          | あの         |
| letek        | asin         | 塩辛い       |
| maen         | apik         | 良い         |
| maregi       | nyebeli      | ひどく       |

## 敬意表現
ジャワ語は社会的な場面によって三つの話し方（使用域）を使い分ける。その三つにはいずれも独自の語彙、文法規則があり、韻文さえも異なる。この特徴はジャワ語だけのものではなく、近隣のオーストロネシア諸語のみならず朝鮮語、日本語、タイ語など東アジアの言語にも似た構文がある。
その3種は以下のように呼ばれる。
1. ゴコはくだけた会話で、友人や親類どうしで使われる。老人が若者に、上司が部下になど、社会的地位が上の者が目下の者に対しても使う。
2. マデャはゴコとクラマの中間である。これが使われる状況は、例えば道で見知らぬ人に会い、丁寧に話すべきかそうでないかを知りたい場合である。
3. クラマは丁寧で形式的な話し方である。同じような地位にある人どうしがぞんざいに話したくない場合に使われる。演説、告知など公の場でも使われる。

## 方言
バニュマス語には、北部方言（テガラ方言）、南部方言（バニュマス方言）、バンテン方言の3つの大方言がある。テガラ方言はバニュマス語地域の北部で話され、タンジュン、ケタングンガン、ララガン、ブレベス、スラウィ、モガ、ペマラン、スロダディ、テガルを含む。バニュマス方言はブミアユ、カラン、プチャン、チラチャップ、ヌサカンバンガン島、クロヤ、アジバラン、プルウォケルト、プルバリンガ、ボボツァリ、バンジャルネガラ、プルワレジャ、ケブメン、ゴンボンなど南部地域で話される。バンテン方言は北バンテンで話される。
さらにバニュマスで使われる下位方言がいくつかあり、ブミアユ方言、ダイェウルフル方言、アヤ方言がそうである。